# Bunge
Bunge Limited (ex Bunge International, ed ex Bunge y Born) è un'azienda statunitense del settore agroalimentare costituitasi nelle Bermuda, e con sede in Saint Louis, Missouri, negli Stati Uniti. 
Oltre ad essere un'esportatrice internazionale soia, è anche coinvolta nella trasformazione degli alimenti, nella compravendita di grano e di fertilizzanti. Compete con Cargill e Archer Daniels Midland.
L'azienda ha circa 32.000 dipendenti in 40 nazioni.

## Storia

### Formazione
Bunge & Born fu fondata nel 1818 da Johann Peter Gottlieb Bunge a Amsterdam, fu trasferita ad Anversa da Edouard Bunge nel 1859. Fratello di Edouard; Ernest Bunge, prese il nome Bunge in Argentina nel 1884, e nel 1905 l'attività si estese a Brasile e successivamente agli Stati Uniti. La società è stata convertita nella Bunge International (registrata alle Bermuda) nel 1994, mantenendo il nome Bunge y Born solo in Argentina. Bunge è rimasta una società privata di 180 azionisti (compresi gli interessi familiari di controllo di lunga data) e nel 1998 ha ceduto quasi tutti i suoi interessi di prodotti alimentari al dettaglio a favore di un ruolo più importante nei mercati internazionali agroalimentare e delle materie prime; a quel punto il fatturato annuo lordo della società aveva raggiunto i 13 miliardi di dollari. Bunge in seuguito è diventata pubblica presso la Borsa di New York nel 2001, rinominata in Bunge Limited.

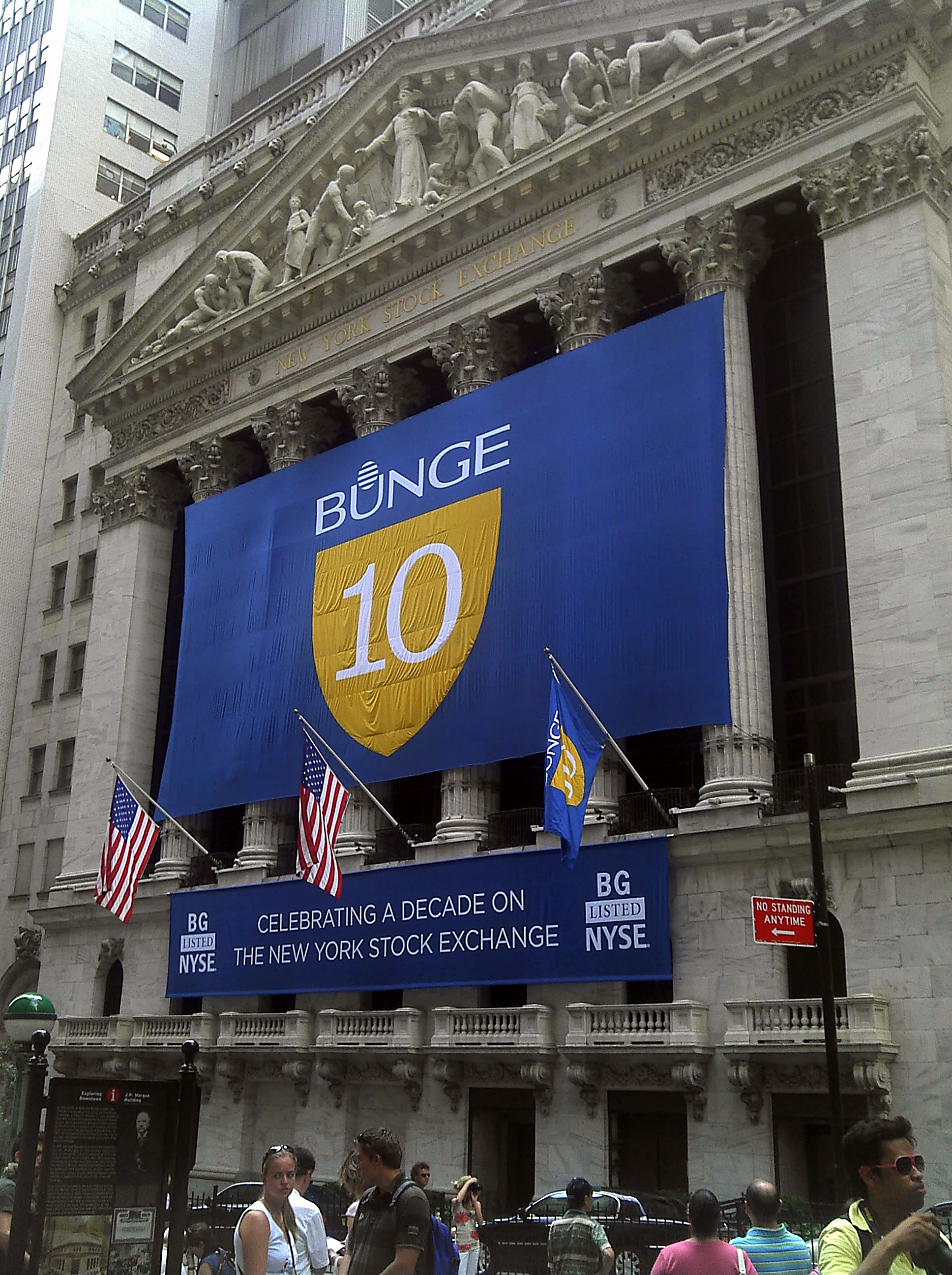
La New York Stock Exchange il 4 agosto 2011, quando Bunge ha celebrato il decimo anniversario della sua quotazione in borsa

Nel 1994, la Bunge International, registrata alle Bermuda, è stata creata come la società principale in cui le famiglie avevano quote. C'erano circa 180 azionisti: le famiglie principali erano Hirsch, Bunge, Born, Engels e De La Tour. Ciò ha sostituito la vecchia struttura in cui i singoli azionisti avevano partecipazioni in tutte le diverse società Bunge. Ora solo in Argentina esiste ancora il nome Bunge y Born.
Nel 2001, sotto la guida di Alberto Weisser, Bunge è stata quotata alla Borsa di New York. Attraverso le loro tre attività - agroalimentare, fertilizzante e prodotti alimentari - hanno stabilito una presenza globale leader nella catena alimentare dal produttore al consumatore. Bunge è il più grande trasformatore al mondo di oli vegetali, il venditore numero uno al mondo di olio vegetale in bottiglia ai consumatori e il più grande produttore e fornitore di fertilizzanti agli agricoltori in Sud America.